# باري جولدواتر
كان باري موريس جولدواتر (بالإنجليزية: Barry Goldwater)‏ (2 يناير 1909 – 29 مايو 1998) سياسيًا أمريكيًا، ورجل دولة، ورجل أعمال، وجنديًا، ومؤلفًا، وكان عضوًا في مجلس الشيوخ لمدة خمس فترات لولاية أريزونا (1953-1965، 1969-1987)، وعضوًا جمهوريًا مرشحًا لمنصب رئيس الولايات المتحدة في عام 1964. جولدواتر هو السياسي الذي يُنسب إليه الفضل في كثير من الأحيان في إشعال شرارة عودة حركة السياسية المحافظة الأمريكية في ستينيات القرن العشرين. على الرغم من خسارته الساحقة في الانتخابات الرئاسية عام 1964، يعتقد عدد من النقاد والمؤرخين السياسيين أنه وضع الأساس للثورة المحافظة التي ستتبعها، حيث بدأ التنظيم الشعبي واستيلاء حزب المحافظين على الحزب الجمهوري في إعادة ترتيب السياسة الأمريكية التي ساعدت في تحقيق «ثورة ريغان» في ثمانينيات القرن العشرين. كما كان له تأثير كبير على الحركة الليبرتارية.
وُلِد جولدواتر في فينيكس فيما كان يُعرف آنذاك بإقليم أريزونا، حيث ساعد في إدارة متجر عائلته. عند دخول الولايات المتحدة في الحرب العالمية الثانية، أشرف جولدواتر على لجنة احتياطية في القوات الجوية للجيش الأمريكي. تدرب كطيار وعُين في قيادة العبارات، وهي وحدة شُكلت حديثًا تنقل الطائرات والإمدادات إلى مناطق الحرب في جميع أنحاء العالم. بعد الحرب، انتُخب جولدواتر لمجلس مدينة فينيكس في عام 1949، وفاز في انتخابات مجلس الشيوخ الأمريكي في عام 1952.
في مجلس الشيوخ، رفض جولدواتر وراثة الصفقة الجديدة وقاتل، إلى جانب الائتلاف المحافظ، ضد تحالف الصفقة الجديدة. كان عضو الجمعية الوطنية للنهوض بالملونين والمؤيدين النشطين لإلغاء الفصل العنصري في فينيكس، صوت جولدواتر لصالح قانون الحقوق المدنية لعام 1957 والتعديل الرابع والعشرين للدستور الأميركي، ولكن عارض على مضض قانون الحقوق المدنية لعام 1964، واعتبر أن أحد أحكامها غير دستوري وتطاولًا محتملًا على الحكومة الفيدرالية – وهو قرار أغضبه كثيرًا. في عام 1964، حشد جولدواتر مجموعة كبيرة من الناخبين من حزب المحافظين للفوز في الانتخابات التمهيدية الرئاسية الجمهورية. على الرغم من نشأته الأسقفية، كان جولدواتر أول مرشح من أصول عرقية يهودية يُرشح للرئاسة من قبل حزب أمريكي كبير (كان والده يهوديًا). فشل برنامج جولدواتر في النهاية في الحصول على دعم الناخبين وخسر الانتخابات الرئاسية لعام 1964 أمام الديموقراطي ليندون جونسون. عاد جولدواتر إلى مجلس الشيوخ عام 1969 وتخصص في الدفاع والسياسة الخارجية. بصفته أحد كبار رجال الدولة في الحزب، نجح جولدواتر في حث الرئيس ريتشارد نيكسون على الاستقالة في عام 1974 عندما أصبح الدليل على التستر على فضيحة ووترغيت قاطعًا وكان الاتهام وشيكًا.
فاز جولدواتر بفارق ضئيل في إعادة الانتخابات في عام 1980، وهي سنة ولايته الأخيرة وأكثرها نفوذًا في مجلس الشيوخ. في عام 1986، أشرف جولدواتر على تمرير قانون جولدواتر-نيكولس، والذي يمكن القول إنه أهم إنجاز تشريعي له، حيث عزز السلطة المدنية في وزارة الدفاع. في العام التالي، تقاعد من مجلس الشيوخ وخلفه عضو الكونغرس جون ماكين، الذي أشاد بسلفه باعتباره الرجل الذي «حوّل الحزب الجمهوري من منظمة نخبوية شرقية إلى أرض خصبة لانتخاب رونالد ريغان». أيد جولدواتر بقوة حملة ريغان الرئاسية عام 1980، حيث أصبح حامل لواء الحركة المحافظة بعد خطابه «حان وقت الاختيار». عكس ريغان عدد من مبادئ جولدواتر في وقت سابق في حملته. لاحظ جورج ويل، صحفي في واشنطن بوست، ذلك، فكتب: «نحن... الذين صوتنا له في عام 1964 آمنا أنه فاز، لكن استغرق الأمر 16 عامًا لفرز الأصوات».
نمت وجهات نظر جولدواتر حول القضايا الاجتماعية والثقافية بشكل متزايد مع اقترابه من نهاية حياته المهنية. بعد ترك مجلس الشيوخ، ترسخت آراء جولدواتر في القضايا الاجتماعية باعتبارها تحررية. وانتقد «مشاريع جني الأموال من قبل زملاء مثل بات روبرتسون وآخرين [في الحزب الجمهوري]» ضغط من أجل أن يتمكن المثليون جنسيًا من الخدمة بشكل علني في الجيش، وعارض خطة إدارة كلينتون لإصلاح الرعاية الصحية، ودعم حماية البيئة، وحقوق الإجهاض، وتشريع الماريجوانا الطبية.

## النشأة والخلفية الأسرية
ولد جولدواتر في فينيكس فيما كان يعرف آنذاك بإقليم أريزونا، وهو ابن بارون إم. جولدواتر وزوجته هاتي جوزفين «جوجو» ويليامز. أسست عائلة والده متجر جولدواتر، وهو متجر عصري كبير ورائد في فينيكس. ولد جد جولدواتر لأبيه، ميشيل جولدفاسر، يهودي بولندي، عام 1821 في كونين. هاجر إلى لندن بعد ثورات عام 1848. بعد وقت قصير من وصوله إلى لندن، أنكلز ميشال اسمه إلى مايكل جولدواتر. تزوج ميشال من سارة ناثان، وهي من عائلة يهودية إنجليزية، في الكنيس اليهودي الكبير في لندن. هاجر جولدواتر لاحقًا إلى الولايات المتحدة، ووصل أولًا إلى سان فرانسيسكو، كاليفورنيا قبل أن يستقر أخيرًا في إقليم أريزونا، حيث افتتح مايكل جولدواتر متجرًا صغيرًا عمل به فيما بعد أبناؤه الثلاثة، هنري وبارون وموريس. كان موريس جولدواتر (1852-1939) مشرعًا للدولة ولإقليم أريزونا، وعمدة بريسكوت، أريزونا، ومندوبًا في المؤتمر الدستوري في أريزونا، ثم رئيسًا لمجلس شيوخ ولاية أريزونا لاحقًا.
كان بارون، والد جولدواتر، يهوديًا. لكنه نشأ في عقيدة والدته الأسقفية. جاءت هاتي ويليامز من عائلة راسخة في نيو إنجلاند تضم اللاهوتي روجر ويليامز من رود آيلاند. تزوج والدا جولدواتر في كنيسة أسقفية في فينيكس. طوال حياته، كان جولدواتر أسقفيًا، رغم أنه في مناسبات نادرة أشار إلى نفسه على أنه يهودي. رغم ندرة حضوره للكنيسة في كثير من الأحيان، إلا أنه قال «إذا كان الرجل يتصرف بطريقة دينية، وبطريقة أخلاقية، فهو حقًا رجل متدين – أي أن الأمر لا يتعلق بعدد مرات دخوله إلى الكنيسة».
بعد أن كان أداءه سيئًا كطالب جديد في المدرسة الثانوية، أرسله والداه إلى أكاديمية ستونتون العسكرية في فيرجينيا حيث لعب في أندية كرة القدم وكرة السلة، والسباحة، وكان أمين صندوق السنة الأخيرة وحصل على رتبة نقيب. تخرج من الأكاديمية عام 1928 والتحق بجامعة أريزونا. لكنه ترك الدراسة بعد عام واحد. باري جولدواتر هو آخر خريج غير جامعي يُرشح لحزب سياسي كبير في الانتخابات الرئاسية. انخرط جولدواتر في أعمال العائلة بعد وقت قريب من وفاة والده في عام 1930. وبعد ست سنوات، تولى إدارة المتجر، على الرغم من أنه لم يكن متحمسًا بشكل خاص لإدارة العمل.

## مناصب
تولى منصب عضو مجلس الشيوخ الأمريكي (3 يناير 1969–3 يناير 1987).

## التعليم
تعلم في جامعة أريزونا، وجامعة ولاية أريزونا، والأكاديمية العسكرية في ستونتون ‏.

## الخدمة العسكرية
خدم في القوات الجوية الأمريكية.

## جوائز
حصل على جوائز منها:
- الميدالية الذهبية للانغلي (1987)
- عضوية الشرف في قاعة الطيران الوطنية  [لغات أخرى]‏
- وسام الاستحقاق الأمريكي برتبة فيلق
- جائزة حرمون [الإنجليزية]‏
- وسام الحرية الرئاسي.

## روابط خارجية
- باري جولدواتر على موقع الموسوعة البريطانية (الإنجليزية)
- باري جولدواتر على موقع مونزينجر (الألمانية)
- باري جولدواتر على موقع ميوزك برينز (الإنجليزية)
- باري جولدواتر على موقع إن إن دي بي (الإنجليزية)
- باري جولدواتر على موقع ديسكوغز (الإنجليزية)